# Углєвик
Углєвик (босн. Ugljevik) — місто у Боснії і Герцеговині, регіон Республіка Сербська, центр однойменної громади. Місто розташоване біля східного підніжжя гірського хребта Маєвиця.

## Походження назви
Назва міста походить від слова босн. ugalj (укр. вугілля), оскільки поблизу гори Маєвиця організоване видобування вугілля.

## Економіка
В Углєвику розташована вугільна шахта, де знаходяться запаси бурого вугілля. Шахта дає можливість функціонувати вугільній ТЕС.

## Міста-побратими
- Беочин
- Ерик
- Кавадарці